# Association coloniale allemande
L'Association coloniale allemande était l'une des organisations comptées parmi les sociétés coloniales.
Le club a été fondé le 6 décembre 1882 à Francfort-sur-le-Main sous la direction de Hermann Fürst zu Hohenlohe-Langenburg, qui en devint également le premier président. Le siège social fut transféré à Berlin en février 1885. Le club comptait environ 15 000 membres. Ils venaient principalement de la politique, de l’industrie, du commerce et de la banque. Les motifs combinés comprenaient la rivalité nationaliste avec d'autres grandes puissances, l'inquiétude concernant la surpopulation et l'espoir de croissance économique avec des spéculations sur une détente politique intérieure dans la lutte contre la social-démocratie. Les éléments suivants ont joué un rôle déterminant dans la création du club :
- Johannes von Miquel, principal représentant de la société Disconto
- Carl Ferdinand Stumm, représentant de l'industrie sarroise
- Louis Baare (de), représentant de la grande industrie rhénane-westphalienne
- Henry Axel Bueck (de), secrétaire général de l'Association centrale des industriels allemands (de)
- Friedrich Ratzel, géographe et fondateur de l'anthropgéographie
- Heinrich von Treitschke, historien allemand, journaliste politique et membre du Reichstag
- Friedrich Hammacher, avocat industriel allemand, chef d'entreprise et membre du Reichstag

L'association a essayé d'utiliser le journalisme pour susciter l'intérêt des Allemands pour la politique coloniale et pour faire pression sur le gouvernement et le Reichstag en faveur d'annexions coloniales. Il se voyait sur la voie du succès lors des « élections coloniales » de 1884, après quoi la fièvre coloniale s'apaisa dans un premier temps. Les membres de l'association coloniale ont appelé au soutien économique des colonies existantes et au développement de nouvelles zones coloniales.
Le club a été fondé le 19 décembre 1887, elle fusionna avec la compagnie de l'Afrique orientale allemande fondée par Carl Peters en 1884, pour former la Société coloniale allemande. L'organe de l'association était le journal colonial allemand, fondé en 1884 et envoyé chaque semaine gratuitement aux membres.

## littérature
- La Société coloniale allemande 1882 à 1907. Berlin 1908, DNB 361583117
- 10 ans d'efforts coloniaux allemands dans le département berlinois de la Société coloniale allemande, 1884-1894. Berlin 1894.
- Horst Gründer : Histoire des colonies allemandes. 5. Édition, Paderborn etc. un. 2004,  (ISBN 978-3-8252-3639-7).